# Campeonato Mundial de Atletismo em Pista Coberta de 2018 - Salto com vara feminino
A prova do salto com vara feminino do Campeonato Mundial de Atletismo em Pista Coberta de 2018 ocorreu no dia 3 de março na Arena Birmingham, em Birmingham, no Reino Unido. 

## Recordes
Antes desta competição, os recordes mundiais e do campeonato nesta prova eram os seguintes:
|                       | Nome          | Nacionalidade  | Altura  | Local       | Data                |
| --------------------- | ------------- | -------------- | ------- | ----------- | ------------------- |
| Recorde mundial       | Jennifer Suhr | Estados Unidos | 5m 02cm | Albuquerque | 2 de março de 2013  |
| Recorde do campeonato | Jenn Suhr     | Estados Unidos | 4m 90cm | Portland    | 17 de março de 2016 |

Os seguintes recordes foram estabelecidos durante esta competição:
| Data       | Evento | Atleta       | Nacionalidade  | Altura  | Notas                 |
| ---------- | ------ | ------------ | -------------- | ------- | --------------------- |
| 3 de março | Final  | Sandi Morris | Estados Unidos | 4m 95cm | Recorde do campeonato |

## Medalhistas
| Oruro                       | Prata              | Bronze                    |
| Estados Unidos Sandi Morris | Anzhelika Sidorova | Grécia Katerina Stefanidi |

## Cronograma
Todos os horários são locais (UTC+0).
| Data       | Hora  | Evento |
| ---------- | ----- | ------ |
| 3 de março | 18:00 | Final  |

## Resultado final
A final ocorreu dia 3 de Março às 18:00.  
| Posição           | Atleta                | Nacionalidade               | 4.35 | 4.50 | 4.60 | 4.70 | 4.75 | 4.80 | 4.85 | 4.90 | 4.95 | 5.04 | Resultados | Notas                |
| ----------------- | --------------------- | --------------------------- | ---- | ---- | ---- | ---- | ---- | ---- | ---- | ---- | ---- | ---- | ---------- | -------------------- |
| Medalha de ouro   | Sandi Morris          | Estados Unidos              | –    | o    | o    | xo   | o    | xxo  | x–   | xo   | xxo  | xxx  | 4.95       | ,                    |
| Medalha de prata  | Anzhelika Sidorova    | Atletas Neutros Autorizados | –    | –    | o    | o    | –    | o    | o    | xxo  | xxx  |      | 4.90       | Recorde pessoal      |
| Medalha de bronze | Katerina Stefanidi    | Grécia                      | –    | –    | –    | o    | xo   | xxo  | x–   | xx   |      |      | 4.80       |                      |
| 4                 | Eliza McCartney       | Nova Zelândia               | o    | xo   | o    | xxo  | o    | xxx  |      |      |      |      | 4.75       | Recorde da Oceania   |
| 5                 | Katie Nageotte        | Estados Unidos              | –    | xo   | o    | xo   | x–   | xx   |      |      |      |      | 4.70       |                      |
| 6                 | Alysha Newman         | Canadá                      | o    | o    | xxo  | xxo  | xxx  |      |      |      |      |      | 4.70       | Recorde nacional     |
| 7                 | Yarisley Silva        | Cuba                        | o    | xo   | o    | xxx  |      |      |      |      |      |      | 4.60       | Recorde da temporada |
| 8                 | Nina Kennedy          | Austrália                   | xo   | xo   | o    | xxx  |      |      |      |      |      |      | 4.60       |                      |
| 9                 | Olga Mullina          | Atletas Neutros Autorizados | o    | xo   | xxo  | xxx  |      |      |      |      |      |      | 4.60       | Recorde pessoal      |
| 10                | Ninon Guillon-Romarin | França                      | o    | o    | xxx  |      |      |      |      |      |      |      | 4.50       |                      |
| 11                | Angelica Bengtsson    | Suécia                      | o    | xo   | xxx  |      |      |      |      |      |      |      | 4.50       | Recorde da temporada |
| 12 !              | Lisa Ryzih            | Alemanha                    | –    | xxx  |      |      |      |      |      |      |      |      | NM         |                      |

Legenda
| Recorde mundial       | Recorde mundial (World record)               |                       | Recorde africano                      | Recorde africano (African) |                                           | Q | Classificado por posição (Qualified) |
| Recorde do campeonato | Recorde do campeonato (Championship record)  | Recorde da América    | Recorde da América (Americas)         | q                          | Classificado por melhor tempo (Qualified) |   |                                      |
| Melhor marca do ano   | Melhor marca do ano (World leading)          | Recorde asiático      | Recorde asiático (Asian)              | DNS                        | Não largou (Did not start)                |   |                                      |
| Recorde nacional      | Recorde nacional (National record)           | Recorde europeu       | Recorde europeu (European)            | DNF                        | Não terminou (Did not finish)             |   |                                      |
| Recorde pessoal       | Recorde pessoal do atleta (Personal best)    | Recorde da Oceania    | Recorde da Oceania (Oceania)          | DSQ / DQ                   | Desclassificado (Disqualified)            |   |                                      |
| Recorde da temporada  | Recorde da temporada do atleta (Season best) | Recorde sul-americano | Recorde sul-americano (South America) | NM                         | Sem marca (No mark)                       |   |                                      |